# توری یانکوسکا
توری یانکوسکا (انگلیسی: Tori Jankoska؛ زادهٔ ۱۶ سپتامبر ۱۹۹۴) بازیکن بسکتبال اهل ایالات متحده آمریکا است.